# Michelle Marsh
Michelle Marsh (Oldham, Gran Mánchester, 30 de septiembre de 1982) es una modelo de glamour británica.
Ha modelado en revistas como Loaded, Perfect 10, Nuts, Maxim, Zoo y Playboy. En la encuesta FHM 100 Sexiest Women del Reino Unido, Marsh alcanzó el 33.er lugar en 2005 y el 47.º en el 2006.

## Biografía

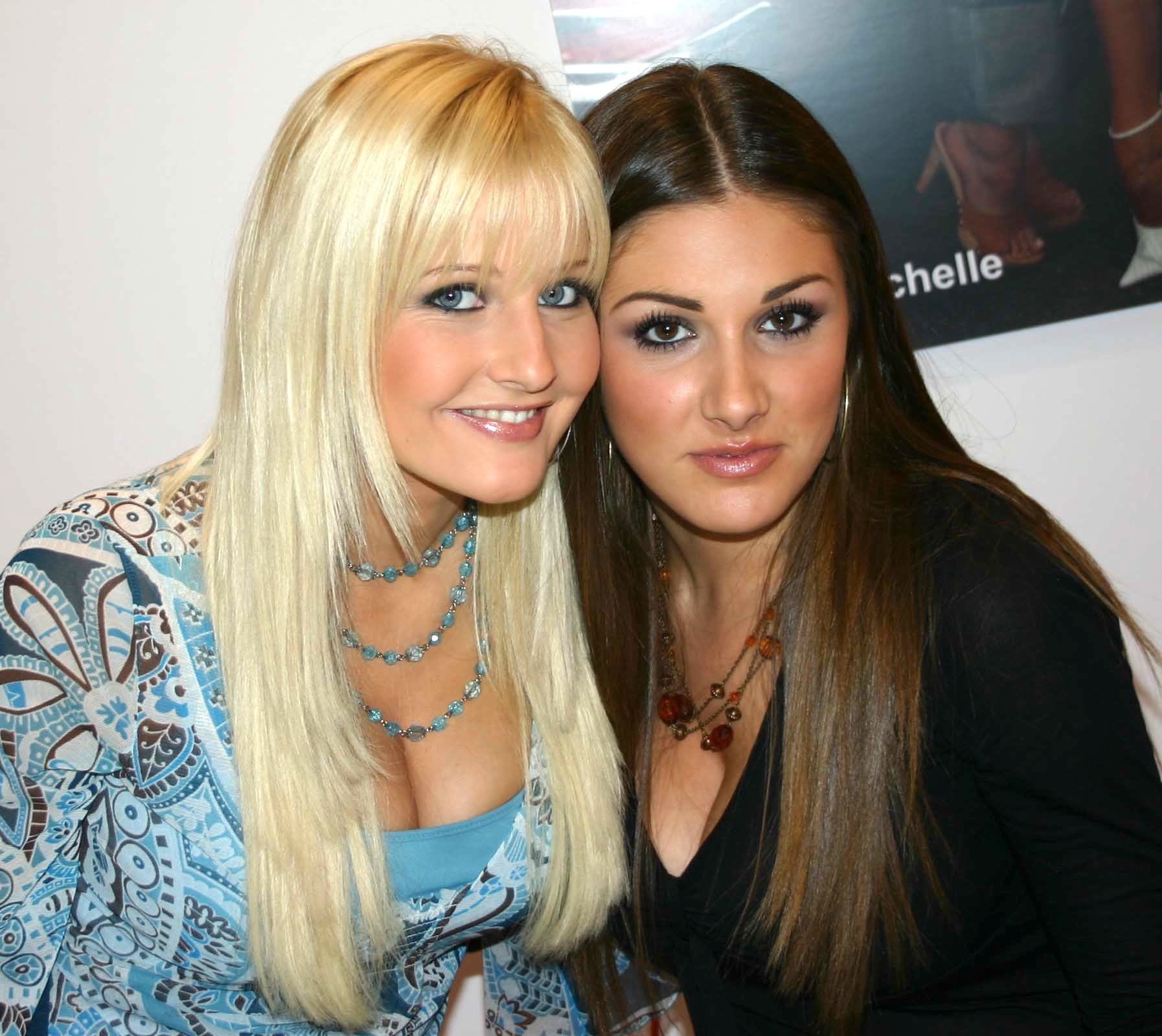
Michelle Marsh y Lucy Pinder

Marsh nació en Oldham, Gran Mánchester, Inglaterra, y asisitio a la Crompton House School. Se interesó en el canto, actuación y modelo a una joven edad, e inicialmente apareció como extra en una telenovela(Soap opera) llamada Brookside. Entró luego al concurso musical de televisión Stars in Their Eyes igual que Emma Bunton y participó en la competencia de canto de ITV Popstars, antes de enfocarse hacia la moda. En 2002 llegó a ser una de las chicas de la Página Tres del periódico The Sun y en 2003 empezó su exitosa carrera como modelo asociada con la también modelo Lucy Pinder.
El 6 de noviembre del 2006 Marsh lanzó su primer sencillo "I Don't Do", que alcanzó el número cinco en la lista Indie del Reino Unido, pero no logró aparecer en la lista de sencillos UK Singles Chart. A pesar de esto, ella piensa seguir su carrera musical.

## Carrera en televisión
Marsh apareció en el vídeo sencillo de 4-4-2's Come On England, emitido antes de la Eurocopa de fútbol 2004. Ha aparecido en la TV británica en The X Factor: Battle of the Stars y Trust Me - I'm A Beauty Therapist. Más recientemente, (de octubre de 2006 a enero de 2007) presentó, junto con Richard Alexander, la segunda temporada de The Steam Room en el canal digital Men and Motors, la primera temporada fue conducida por Joanne Guest.